# المركز السعودي للأعمال
المركز السعودي للأعمال هو مركز حكومي سعودي، صدر قرار تنظيمه من مجلس الوزراء في أبريل 2019، ويرتبط تنظيمياً بمجلس الشؤون الاقتصادية والتنمية، وهو أحد المبادرات الهادفة لتحسين بيئة الأعمال في السعودية، حيث يوحد إجراءات الأعمال ويغني المستثمرين عن مراجعة عدة جهات حكومية، إذ يجمع تراخيصها في بوابة واحدة.
ساهم المركز ضمن برنامج التحول الوطني وبمشاركة 50 جهة حكومية إضافة للقطاع الخاص في رفع مرتبة المملكة العربية السعودية ضمن تقرير ممارسة أنشطة الأعمال 2020 الصادر عن البنك الدولي، إذ حققت المركز الأول عالميا في إصلاحات بيئة الأعمال بين 190 دولة ضمن مؤشر سهولة ممارسة الأعمال، وتقدمت 30 مرتبة عن العام الماضي لتحتل المركز 62 بين 190 دولة في العالم يشملها التقرير، كما قلصت الفجوة مع الدول المرجعية الرائدة في العالم بـ7.7 نقاط، وهي تعد الأعلى بين الدول المشاركة.

## المهام
1- اتخاذ ما يلزم -بالتنسيق مع الجهات الحكومية ذات العلاقة- لإصدار التراخيص أو الموافقات أو التصاريح, وما في حكمها, اللازمة لبدء الأعمال الاقتصادية ومزاولتها، أو تعديلها، أو تجديدها، أو إيقافها، أو إلغائها، وفقاً لما هو مقرر نظاماً، مع احتفاظ كل جهة حكومية باختصاصاتها المتعلقة بهندسة الإجراءات المتعلقة بها.
2- إنشاء وإدارة منصات إلكترونية موحدة وشاملة في شأن تقديم الخدمات والأعمال ذات الصلة ببدء الأعمال الاقتصادية ومزاولتها، وربطها بجميع الجهات الحكومية ذات العلاقة.
3- تنفيذ الإجراءات المتعلقة بالسجل الموحد للرهون التجارية وفقاً لنظام الرهن التجاري.
4- إدارة برنامج الإيداع الإلكتروني للقوائم المالية "قوائم"، وربط الجهات ذات العلاقة به.
5- تسجيل من يزاول الأعمال الاقتصادية لدى الجهات الحكومية وغير الحكومية ذات العلاقة، وذلك بالتنسيق مع تلك الجهات، ودون إخلال بصلاحيات تلك الجهات في هذا الشأن.
6- اتخاذ ما يلزم -بالتنسيق مع الجهات الحكومية ذات العلاقة- في شأن حفظ بيانات ومعلومات من يزاول الأعمال الاقتصادية، لأجل معالجتها في مجال عمل المركز, بما فيها إيجاد حلول مبتكرة تهدف إلى الاستفادة منها، وذلك دون انتهاك للسرية والخصوصية المتعلقة بها وبما لا يخل بأحكام الأنظمة واللوائح والقرارات ذات الصلة.
7- التعاون مع الجهات الحكومية ذات العلاقة؛ لوضع الإجراءات اللازمة للتحقق من صحة البيانات والمعلومات المقدمة إليه في شأن بدء الأعمال الاقتصادية ومزاولتها، واتخاذ الإجراءات اللازمة في حال عدم صحة البيانات التي تقدم إليه، وفقاً لما تقضي به الأنظمة واللوائح ذات العلاقة.
8- إصدار فاتورة موحدة لبدء الأعمال الاقتصادية ومزاولتها، بحيث تضم جميع المتطلبات المالية ذات الصلة بها. وله الاستعانة بالقطاع الخاص في إصدار الفاتورة وتحصيلها.
9- التعاون وتبادل الخبرات مع الهيئات والمنظمات الإقليمية والدولية، وبيوت الخبرة المتخصصة داخل المملكة وخارجها، وذلك في حدود اختصاصاته.
10- اقتراح إصدار السياسات والأنظمة والقرارات ذات الصلة بالأعمال الاقتصادية، واقتراح تعديل المعمول به منها وإبداء المرئيات في شأنها، وذلك بما يتفق مع أفضل الممارسات العالمية. ويشمل ذلك بصورة خاصة ما يتعلق بشروط ومتطلبات إصدار التراخيص أو الموافقات أو التصاريح، وما في حكمها، اللازمة لبدء الأعمال الاقتصادية ومزاولتها، الواردة في تلك السياسات والأنظمة والقرارات ذات الصلة بتلك الأعمال.
11- التوعية بالسياسات وأحكام الأنظمة واللوائح والقرارات ذات الصلة بالأعمال الاقتصادية.
12- أداء أي مهمة أو صلاحية أخرى تسند إليه بأمر من رئيس مجلس الوزراء، أو يوافق عليها المجلس ضمن نطاق اختصاصه أو تتفق مع طبيعة عمله أو الغرض من إنشائه.

## مجلس الإدارة
- وزير التجارة

رئيس مجلس الإدارة
- نائب وزير التجارة

نائب رئيس مجلس الإدارة
- عضو من مركز المعلومات الوطني
- عضو من وزارة الموارد البشرية والتنمية الاجتماعية
- عضو من هيئة الحكومة الرقمية
- عضو من وزارة الاستثمار
- عضو من الهيئة العامة للمنشآت الصغيرة والمتوسطة
- عضو من وزارة المالية
- عضو من وزارة الشؤون البلدية والقروية والإسكان
- عضو من هيئة الزكاة والضريبة والجمارك
- عضو من وزارة الاقتصاد والتخطيط
- عضو من وزارة الصناعة والثروة المعدنية
- عضو من وزارة الطاقة
- 3 أعضاء من القطاع الخاص من المتخصصين وذوي الخبرة في مجال عمل المركز

## وصلات خارجية
الموقع الرسمي للمركز السعودي للأعمال الاقتصادية